# The Look of Silence
The Look of Silence és un documental danès dirigit per Joshua Oppenheimer, estrenat el 2014.
La pel·lícula tracta el mateix tema que el primer documental d'Oppenheimer, The Act of Killing (2012): les matances de 1965 a Indonèsia. The Look of Silence es va presentar a la competició oficial al Festival Internacional de Cinema de Venècia el 2014, on va rebre el Gran Premi del Jurat i el Premi FIPRESCI.

## Argument
Una família de supervivents de les massacres de 1965 a Indonèsia s’enfronten a l’home que va matar un dels seus germans.

## Premis i nominacions

### Premis
- Festival Internacional de Cinema Documental de Copenhaguen 2014: DOX: PREMI
- 71a Mostra Internacional de Cinema de Venècia: (selecció oficial)
  - Gran premi del jurat
  - Premi FIPRESCI
- Festival Premiers Plans d'Angers 2015: Premi del públic i menció especial del jurat[3]
- Festival 2 cinema de Valenciennes 2015: Gran Premi i Premi de la Crítica[4]

- Premis Gotham 2015: millor documental
- Premis IDA 2015: millor pel·lícula
- London Film Critics Circle Awards - Millor pel·lícula estrangera

### Nominacions i seleccions
- Festival de Cinema de Nova York 2014
- Festival de Cinema de Telluride 2014
- Festival Internacional de Cinema de Toronto 2014: selecció " Documents TIFF "
- Oscar 2016: Millor documental